# Честер-Гайтс (Пенсільванія)
Честер-Гайтс (англ. Chester Heights) — місто (англ. borough) в США, в окрузі Делавер штату Пенсільванія. Населення — 2897 осіб (2020).

## Географія
Честер-Гайтс розташований за координатами 39°53′33″ пн. ш. 75°28′20″ зх. д. / 39.89250° пн. ш. 75.47222° зх. д. (39.892609, -75.472179).  За даними Бюро перепису населення США в 2010 році місто мало площу 5,74 км², з яких 5,73 км² — суходіл та 0,01 км² — водойми.

### Клімат
| Клімат : Честер-Гайтс   | Клімат : Честер-Гайтс | Клімат : Честер-Гайтс | Клімат : Честер-Гайтс | Клімат : Честер-Гайтс | Клімат : Честер-Гайтс | Клімат : Честер-Гайтс | Клімат : Честер-Гайтс | Клімат : Честер-Гайтс | Клімат : Честер-Гайтс | Клімат : Честер-Гайтс | Клімат : Честер-Гайтс | Клімат : Честер-Гайтс | Клімат : Честер-Гайтс |
| Показник                | Січ.                  | Лют.                  | Бер.                  | Квіт.                 | Трав.                 | Черв.                 | Лип.                  | Серп.                 | Вер.                  | Жовт.                 | Лист.                 | Груд.                 | Рік                   |
| Середній максимум, °C   | 5,0                   | 6,1                   | 11,1                  | 17,8                  | 23,3                  | 28,9                  | 31,1                  | 30,0                  | 26,1                  | 19,4                  | 12,8                  | 7,2                   | 18,3                  |
| Середня температура, °C | 1,1                   | 2,2                   | 6,7                   | 12,8                  | 18,3                  | 23,3                  | 26,1                  | 25,0                  | 21,1                  | 15,0                  | 8,9                   | 3,3                   | 13,3                  |
| Середній мінімум, °C    | −2,2                  | −1,7                  | 2,2                   | 7,2                   | 12,8                  | 18,3                  | 21,1                  | 20,0                  | 16,1                  | 10,0                  | 5,0                   | −0,6                  | 8,9                   |
| Норма опадів, мм        | 76                    | 66                    | 94                    | 86                    | 91                    | 89                    | 109                   | 99                    | 97                    | 74                    | 84                    | 81                    | 1049                  |
| ----------------------- | --------------------- | --------------------- | --------------------- | --------------------- | --------------------- | --------------------- | --------------------- | --------------------- | --------------------- | --------------------- | --------------------- | --------------------- | --------------------- |
| Джерело: Weatherbase    |                       |                       |                       |                       |                       |                       |                       |                       |                       |                       |                       |                       |                       |

## Демографія
Згідно з переписом 2010 року, у селищі мешкала 2531 особа в 1157 домогосподарствах у складі 653 родин. Густота населення становила 441 особа/км².  Було 1263 помешкання (220/км²).
Расовий склад населення:
| - 92,1 % — білих - 3,3 % — чорних або афроамериканців - 3,2 % — азіатів |

До двох чи більше рас належало 1,2 %. Частка іспаномовних становила 1,5 % від усіх жителів.
За віковим діапазоном населення розподілялося таким чином: 20,3 % — особи молодші 18 років, 63,9 % — особи у віці 18—64 років, 15,8 % — особи у віці 65 років та старші. Медіана віку мешканця становила 43,5 року. На 100 осіб жіночої статі у селищі припадало 82,5 чоловіків;  на 100 жінок у віці від 18 років та старших — 77,7 чоловіків також старших 18 років.
Середній дохід на одне домашнє господарство  становив 98 842 долари США (медіана — 78 785), а середній дохід на одну сім'ю — 114 419 доларів (медіана — 86 953). Медіана доходів становила 62 500 доларів для чоловіків та 57 083 долари для жінок. За межею бідності перебувало 4,4 % осіб, у тому числі 4,5 % дітей у віці до 18 років та 6,3 % осіб у віці 65 років та старших.
Цивільне працевлаштоване населення становило 1339 осіб. Основні галузі зайнятості: освіта, охорона здоров'я та соціальна допомога — 33,2 %, науковці, спеціалісти, менеджери — 13,9 %, фінанси, страхування та нерухомість — 10,5 %, роздрібна торгівля — 9,0 %.